# Gregorio Peces-Barba
Pour les articles homonymes, voir Barba (homonymie).
Gregorio Peces-Barba Martínez est un juriste et homme politique espagnol né le 13 janvier 1938 à Madrid et mort le 24 juillet 2012 à Oviedo.
Il est l'un des sept « Pères de la Constitution » (Padres de la Constitución).

## Biographie
Gregorio Peces-Barba est le fils de Gregorio Peces-Barba del Brío, élu sénateur de la circonscription de Tolède lors des élections générales de 1977. Après avoir obtenu son baccalauréat (bachillerato) au lycée français de Madrid, il intègre l'Université complutense de Madrid, où il obtient une licence en droit, puis devient docteur cum laude grâce à sa thèse sur le philosophe français Jacques Maritain. Il a également étudié à Strasbourg, où il est licencié en droit comparé.
Avocat de profession, il retourne en Espagne et plaide, entre 1963 et 1975, dans de nombreux conseils de guerre et devant le tribunal de l'ordre public, juridiction de répression politique. Il est alors connu pour plaider en faveur des droits de l'homme et de la démocratie, ce qui lui vaut d'être arrêté en 1971 par la police franquiste et suspendu de ses activités d'avocat.
Dans le même temps, il enseignait la philosophie du droit, dont il est aujourd'hui professeur des universités[Quoi ?].
Au milieu des années 1980, il est l'un des principaux promoteurs de la création d'une nouvelle université publique au sud de Madrid, qui verra le jour sous le nom d'Université Carlos III. Il en sera le premier recteur, de 1989 à 2007.
Il était membre de l'Académie royale des sciences morales et politiques.
Il décède le 24 juillet 2012.

## Activités politiques
Il commence son activité politique en participant, en 1963, à la fondation de la revue culturelle Cahiers pour le Dialogue, d'obédience démocrate chrétienne, avec Joaquín Ruiz-Giménez Cortés. Il suit ce dernier lorsqu'il fonde le parti Gauche démocratique, toujours d'idéologie démocrate chrétienne.
Quelques années plus tard, en 1972, il adhère au Parti socialiste ouvrier espagnol (PSOE), toujours dans la clandestinité.
Après la chute du franquisme, il est élu député de la province de Valladolid lors des premières élections démocratiques du 15 juin 1977. Peu de temps après, il est nommé membre du groupe de travail (ponencia) chargé de rédiger le projet de nouvelle Constitution.
Il est réélu au Congrès des députés le 1er mars 1979, puis le 28 octobre 1982. Ce même jour, le PSOE remporte une écrasante victoire avec 48 % des voix et 202 sièges. Le 18 novembre suivant, Gregorio Peces-Barba est élu président du Congrès des députés avec 338 voix, un record.
En 1986, il décide de ne pas se représenter aux élections générales et abandonne la vie politique.
Il y revient le 17 décembre 2004, lors de sa nomination comme Haut-commissaire pour le soutien aux victimes du terrorisme, avec rang de secrétaire d'État, par le gouvernement de José Luis Rodríguez Zapatero. Son mandat est marqué par les fortes critiques du Parti populaire (PP) et de l'Association des victimes du terrorisme (AVT), qui l'accusent de représenter le gouvernement et non les victimes pour ne pas avoir assisté aux diverses manifestations de l'AVT. Peces-Barba s'est justifié par le fait qu'il ne pouvait participer à des actions à l'encontre du gouvernement dont il faisait partie, et qu'il se devait d'être impartial.
Le 14 février 2006, il annonce son intention d'abandonner sa fonction au mois de septembre. Le 8 de ce mois, le Conseil des ministres accède à sa requête et supprime le haut-commissariat.